# Grobengereuth
Grobengereuth é um município da Alemanha localizado no distrito de Saale-Orla, estado de Turíngia.
Pertence ao Verwaltungsgemeinschaft de Oppurg.

## Demografia
Evolução da população (31 de dezembro):
| - 1994 – 244 - 1995 – 243 - 1996 – 241 - 1997 – 241 | - 1998 – 252 - 1999 – 247 - 2000 – 242 - 2001 – 245 | - 2002 – 240 - 2003 – 244 - 2004 – 247 - 2005 – 242 |

Fonte: Thüringer Landesamt für Statistik